# Bahnhofbuffet Olten

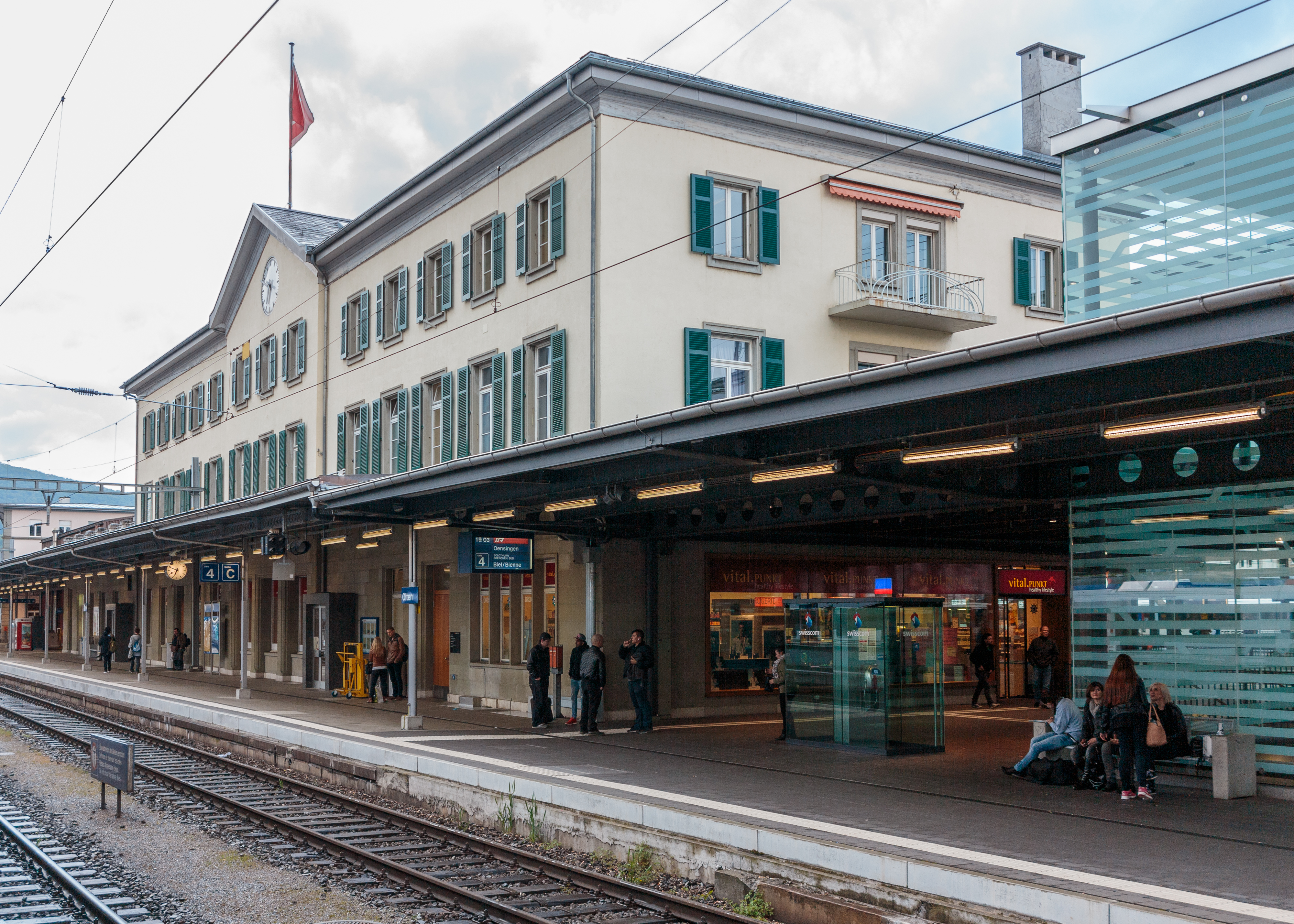
Bahnhof Olten – Empfangsgebäude mit dem Bahnhofbuffet im Erdgeschoss

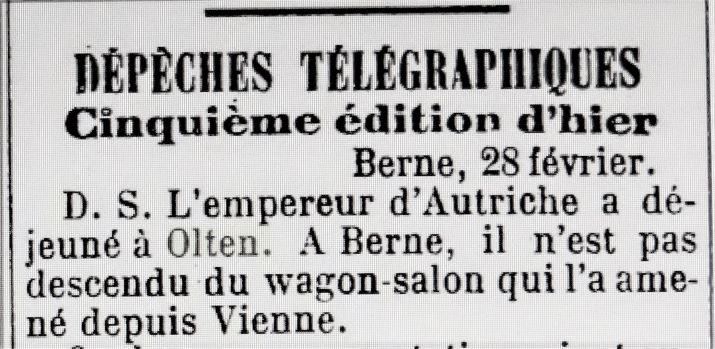
Kaiser Franz Joseph frühstückte 1893 im Bahnhofbuffet Olten

Das Bahnhofbuffet Olten (das Wort «Bahnhofbuffet» ist als Helvetismus für «Bahnhofsrestaurant» üblich) ist ein 1856 eröffnetes Restaurant im Bahnhof Olten zwischen den Gleisen 4 und 7. Wegen seiner zentralen Lage in Olten, einem der wichtigsten Eisenbahnknoten der Schweiz, ist das Bahnhofbuffet nicht nur eine Raststätte für Reisende, sondern auch ein bevorzugter Ort für Versammlungen und Sitzungen von Unternehmen, Verbänden, Parteien, Gewerkschaften, Behörden und anderen Gruppen aus der ganzen Schweiz. Inzwischen ist es eines der letzten traditionellen Bahnhofbuffets der Schweiz.

## Geschichte

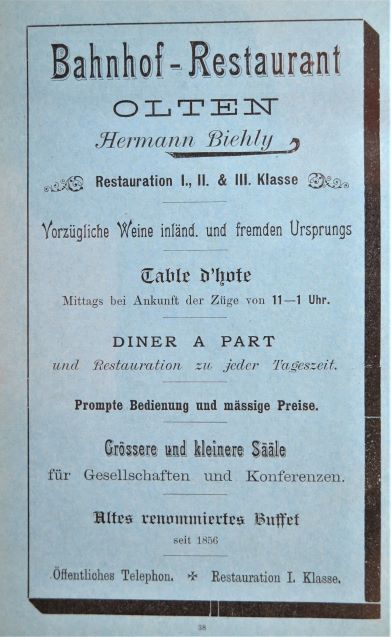
Inserat von 1897

Schon im ursprünglichen Bahnhofgebäude der Schweizerischen Centralbahngesellschaft befand sich neben zahlreichen anderen Einrichtungen auch ein Restaurant, das aus zwei getrennten Bereichen für die Bahnpassagiere der ersten und der zweiten Klasse bestand. Das Lokal war damals noch vom Bahnhofplatz direkt zugänglich – der Platz wurde erst später mit Gleisanlagen überbaut: Nach dem Bau der Bahnstrecke Olten–Solothurn und den zusätzlichen Gleisen auf dem Bahnhofplatz wurde der Bahnhof Olten ausgebaut, und seither änderten sich auch die dem Bahnhofbuffet zur Verfügung stehenden Räume.
Im Frühjahr 1893 schalteten hier innerhalb von nur gut zwei Monaten die drei wichtigsten gekrönten Häupter Europas einen Zwischenhalt ein: Auf ihren Reisen durch die Schweiz gönnten sich nacheinander der Kaiser Franz Joseph I. von Österreich, die englische Königin Victoria und der Deutsche Kaiser Wilhelm II. in Olten eine Pause.
1856 übernahmen Johannes Biehly und anschliessend seine Söhn Hermann und Hans Biehly die «Bahnhofwirtschaft», wie das Bahnhofbuffet ursprünglich genannt wurde. 1918 wählte die Kreisdirektion II der SBB in Basel Hans-Richard Dietiker zum Pächter des Bahnhofbuffet Olten. Ab 1947 war es Josef Wilhelm Hofmann. Ab 1965 führte Eugen Pauli, Sohn des Ernst Pauli von der Aarauer Bahnhofbuffet-Dynastie, als Wirt und Pächter das Oltner Bahnhofbuffet.
Die SBB übergaben 1973 die Führung des Bahnhofbuffets der Schweizerischen Speisewagengesellschaft, die 1952 ihren Sitz in Olten errichtet hatte. Die Firma änderte ihren Namen 2000 in Passaggio Rail und wurde noch im gleichen Jahr von Autogrill übernommen. Seither betrieb die Autogrill Schweiz AG das Bahnhofbuffet Olten. Im Juli 2024 haben die SBB mitgeteilt, dass der Betrieb durch Autogrill am 20. Dezember 2024 enden soll. 2025 werde das Bahnhofbuffet saniert und danach unter neuer Leitung wiedereröffnet. In einem aus diesem Anlass erschienenen Artikel in der NZZ schreibt Ines Häfliger, die Zukunft «eines der letzten Bahnhofbuffets der Schweiz» sei ungewiss.

## Gründung von Organisationen im Bahnhofbuffet Olten
Bei der Entstehung zahlreicher Vereine und Unternehmungen fanden die entscheidenden Versammlungen im Bahnhofbuffet Olten statt. Beispiele sind:
- Schweizer Alpen-Club (1863)
- Schweizerischer Gewerkschaftsbund (1880)
- Schweizerisches Vereinssortiment (1882), ab 1968 Schweizer Buchzentrum
- Freisinnig-Demokratische Partei (1894)
- Schweizerischer Fussballverband (1895, als Schweizerische Football-Association)
- Schweizerischer Evangelischer Kirchenbund (1920)
- Sprachatlas der deutschen Schweiz (1935)
- Gruppe Olten (1971, Autorenverband)

Andere wichtige Versammlungen fanden zwar ebenfalls im zentral gelegenen Olten, aber nicht in dessen Bahnhofbuffet statt. So formierte sich beispielsweise das Oltener Aktionskomitee, das den Landesstreik von 1918 initiierte, im Oltener Volkshaus.

«Das Bahnhofbuffet Olten ist die Brutstätte des Schweizer Wohlergehens. In seinen Sitzungsräumen werden Visionen zu Statuten, und alles Chaos findet einen Bundesordner. […] Es soll Schweizerinnen und Schweizer geben, die noch nie an einer Zusammenkunft in Olten waren. Viele können es nicht sein.»

## Bahnhofbuffet-Olten-Dialekt
Als «Bahnhofbuffet-Olten-Dialekt» wird scherzhaft ein Schweizerdeutsch bezeichnet, das vergleichsweise wenig regional ausgeprägt ist. Olten als Ort, wo sich die Wege zwischen West und Ost sowie Nord und Süd treffen, steht dabei sinnbildlich für einen Dialekt, «der areal gesichtslos ist, überall oder nirgendwo richtig hingehört».